# Horbehutet

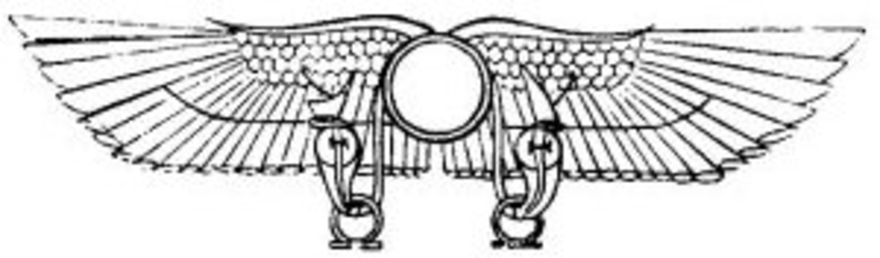
Um desenho de um Horbehutet.

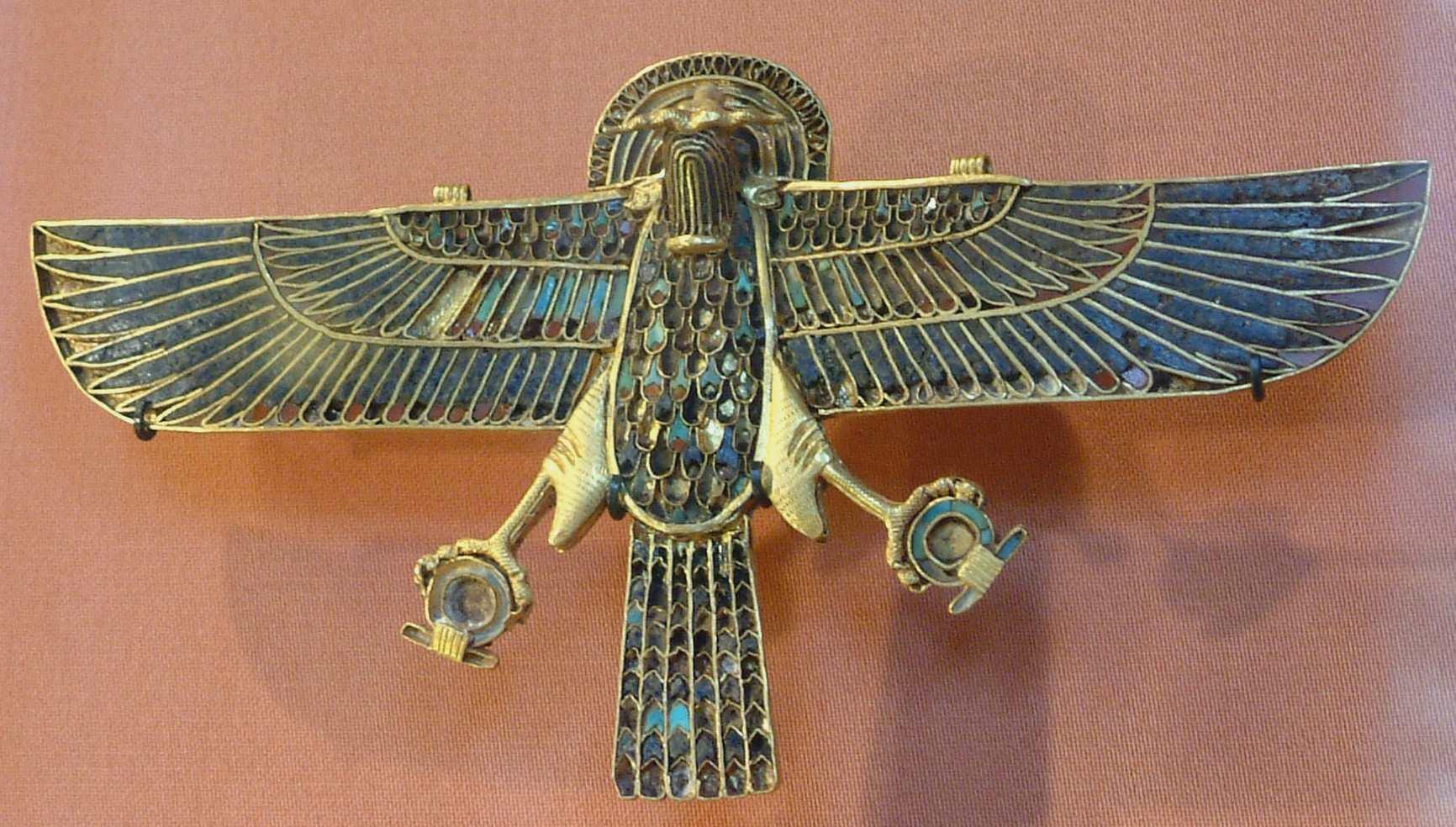
Um amuleto dourado de Hórus em forma de Horbehutet.

Horbehutet é um símbolo dos antigos egípcios em forma de disco alado. Ilustra a divindade solar de mesmo nome que acompanha o deus Rá em sua diária travessia sobre o Egito. Guardião, o símbolo era encontrado em portões e entradas de templos a fim de protegê-los de malignas influências.  
Também é representado com dois uraeus, um em cada lado do disco. Por vezes foi caracterizado com as coroas do Alto e do Baixo Egito, assim referindo-se as divindades do norte e do sul, Uazit e Nekhebt. 
Como deus, Horbehutet era consagrado e honrado em Edfu.
O Horbehutet é semelhante ao Faravahar de algumas religiões iranianas, como o zoroastrismo.

## Ficção
No anime e mangá japonês Saint Seiya, o disco solar aparece estampado no Muro das Lamentações, divisa entre o o mundo dos mortos (Hades) e Campos Elísios, aludindo a uma proteção divina contra a destruição. 